# Cừu Newfoundland
Cừu Newfoundland, còn được gọi là cừu Newfoundland Local, là một giống cừu bản địa của Newfoundland.
Các đảo Newfoundland chủ yếu được hỗ trợ thông qua cung cấp thức ăn thủy sản, nhưng một quần thể cừu lâu dài đã có mặt từ thế kỷ XVI và XVII, và một giống cừu bản địa đã phát triển kể từ thời điểm đó. Mặc dù nó chưa bao giờ được công nhận đầy đủ như một giống cừu thực sự, cừu Newfoundland có một cơ sở di truyền khác biệt. Các vùng Cheviot Border và North Country Cheviot đều được biết đến là những người đóng góp lớn cho dòng máu Newfoundland, và cũng có thể có những đóng góp từ các giống khác như cừu Suffolk, Border Leicester, cừu Dorset và Scottish Blackface.
Cừu Newfoundland có các biến thể thay đổi khá rộng, nhưng nhìn chung là cừu khối lượng trung bình - Rất ít cừu cái có sừng, và cừu đực giống này có thể cố sừng hoặc không. Tất cả các cá thể cừu Newfoundland được đặc trưng bằng khả năng chịu đựng cao, có khả năng sống sót nhờ thức ăn gia súc bản địa nghèo nàn. Cừu Newfoundland có kích thước trung bình và có nhiều màu sắc.
Trùng hợp với sự suy giảm chung của quần thể cừu trong khu vực, cừu Newfoundland thuộc loại bản địa đã giảm xuống dưới 200 cá thể tại một thời điểm. Nhờ sự chú ý của các trường đại học, các tổ chức giống hiếm, và các nông dân, con số cá thể giống này đã tăng lên, nhưng giống cừu này vẫn được coi là cực kỳ nguy cấp.